# Joseph "Blueskin" Blake

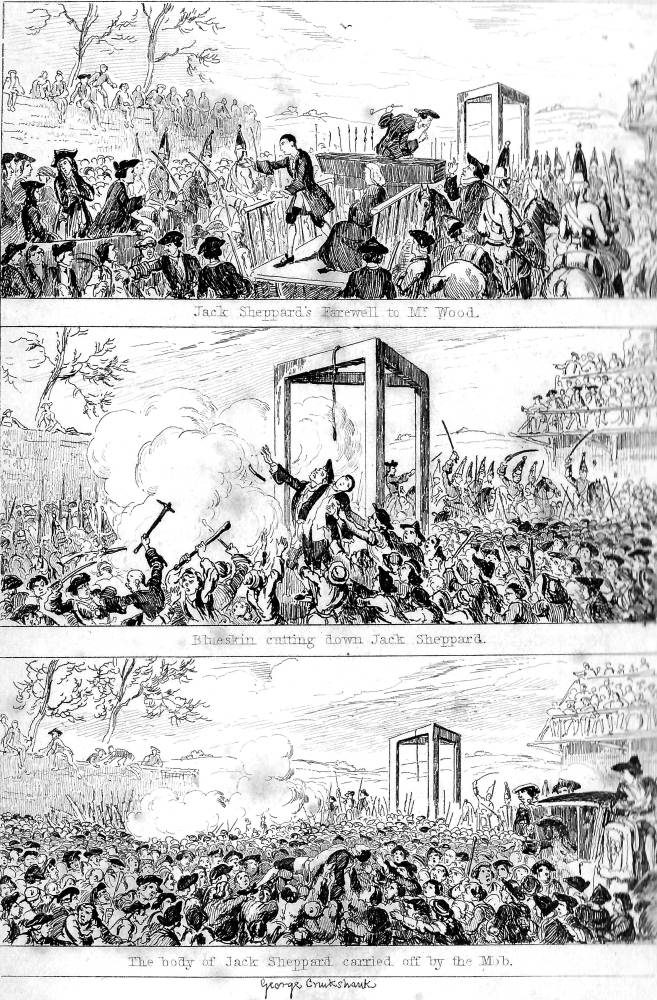
No existen ilustraciones contemporáneas de Blake, pero aparece en la segunda imagen del grabado de George Cruikshank La última cena (1839), como ilustración de la novela de W. H. Ainsworth Jack Sheppard. El epígrafe reza: "Blueskin apuñala a Jack Sheppard". En realidad, "Blueskin" ya estaba muerto cuando ocurrió la ejecución de Sheppard.

Joseph "Blueskin" Blake (31 de octubre de 1700-11 de noviembre de 1724) fue un reconocido criminal inglés del siglo XVIII, un salteador de caminos.

## Juventud y formación
Sus padres fueron Nathaniel y Jane Blake. Bautizado en All-Hallows-the-Great de Londres, su familia no era tan modesta como para no poder costear sus estudios en la escuela parroquial de St. Giles-without-Cripplegate, donde pasó seis años. 
Alrededor de 1714, un amigo de la escuela llamado William Blewitt, le presentó al autoproclamado "General Atrapa Ladrones" (que a su vez era un ladrón). Poco después, Blake abandonó los estudios y se convirtió en un ladrón profesional. Con 17 años ya vivía de sus ingresos como carterista, trabajando con Edward Pollit (Pawlett o Pollard según otras fuentes). Ya era conocido como "Blueskin", aunque el origen de este apodo no está claramente definido.

## La carrera de Blake
En 1719, Blake "trabajaba" con el bandolero irlandés James Carrick y, hacia 1722, era un miembro de la banda de ladrones callejeros de Robert Wilkinson. Durante ese verano varios de sus colegas fueron detenidos, y tres de ellos ahorcados en septiembre. Blake se libró, quizás gracias a la influencia de Jonathan Wild, pero fue herido de sable en la cabeza cuando se resistía a un nuevo arresto en diciembre de 1722. Se convirtió en testigo de la acusación durante el juicio contra varios de sus colegas, incluyendo a Blewitt. Otros tres cómplices (John Levee, Matthew Flood y Richard Oakey) fueron ahorcados sobre tu testimonio en febrero de 1723. Blueskin confiaba en ser liberado, y esperaba una recompensa por su colaboración en el proceso, pero fue encerrado en Wood Street Compter (una prisión para acreedores incapaces de pago) bajo amenaza de deportación.
De algún modo, Blake logró probar su buena voluntad para con Wild, y fue liberado en junio de 1724. Rápidamente unió sus recursos a los del célebre ladrón Jack Sheppard, que había escapado en varias ocasiones de la cárcel. El 12 de julio, entraron en la casa de William Kneebone -el antiguo patrón de Sheppard- y sustrajeron cierta cantidad de telas y algunas baratijas. Escondieron la mercancía robada cerca del transbordador de caballos de Westminster, con la intención de revenderla más adelante. Contactaron con William Field, uno de los agentes de Wild, quien se encargaba de "blanquear" la mercancía robada. La narración del delito pronto llegó al mismo Wild, quien decidió castigarlo a raíz de la actitud no-cooperativa que Sheppard había mostrado en el pasado. Después de un nuevo episodio de bandolerismo en Hampstead Road, el 19 de julio, al día siguiente Sheppard fue arrestado en la tienda de brandy de la madre de Blueskin en Rosemary Lane, al este de la Torre de Londres, por un secuaz de Wild llamado Quilt Arnold. Quedó detenido en la prisión de Newgate, a la espera de su juicio por el robo del 12 de julio. El mismo Kneebone, Wild y Field presentaron las pruebas contra Sheppard, que fue condenado culpable.

## Arresto
Entretanto, Wild decidió volverse contra Blake, su antiguo subordinado, del que sospechaba a raíz de su asociación con Sheppard. Blake fue arrestado por Wild, Arnold y Abraham Mendez Ceixes en su alojamiento de St. Giles Circus, el viernes 2 de octubre de 1724. El juicio de "Blueskin" tuvo lugar el 15 de ese mes, y de nuevo Field y Wild presentaban las pruebas concluyentes. En los descansos del juicio, Blake intentaba desesperadamente ganarse a Wild para salvarse, pero éste siempre se negó. Blake, loco de rabia, atacó a Wild con una navaja de bolsillo, causándole un serio corte en la garganta. Wild cayó al suelo y fue rápidamente atendido por algunos cirujanos que se encontraban en el juzgado, de donde pronto fue retirado. Este ataque conmovió a la población del penal vecino, y estallaron disturbios que duraron hasta la noche. Sheppard, que ya se había evadido de Newgate el 4 de septiembre, y devuelto a prisión cinco días más tarde, aprovechó la distracción para realizar su última y más audaz fuga. 
A pesar del altercado frente a los juzgados, el juicio de Blake siguió adelante mientras Wild convalecía. Las pruebas presentadas por Field eran más que suficientes para condenar a Blake, aunque su testimonio no concordó con el que diera en el juicio de Sheppard. Blake fue condenado a la horca, pero nunca mostró arrepentimiento. Su última baza fue una intentona frustrada de fuga de Newcastle.
Entretanto, Sheppard había vuelto a ser detenido, el 1 de noviembre de 1724. Diez días después, se firmó su sentencia de muerte. Blake ya había iniciado el recorrido tradicional de los condenados a muerte en dirección a Tyburn, con parada en la taberna Griffin de Holborn para un último trago. Completamente borracho, Blake farfullaba las palabras de su discurso final desde el cadalso en el que fue colgado. Su cuerpo quedó expuesto en infamia unos cuantos días, y fue posteriormente y enterrado en el patio de la iglesia de St. Andrew, Holborn. Sheppard fue ahorcado cinco días después, un lunes 16 de noviembre.

## Legado
Blake será siempre recordado por su salvaje ataque a Jonathan Wild. La fortuna, y el hecho de llevar un grueso pañuelo bajo la camisa le hicieron sobrevivir. Quedó, eso sí, paralizado durante semanas, y el control sobre su imperio criminal había comenzado a escapársele para cuando se recuperó. Rápidamente perdida la confianza de sus "clientes", y ante el desprecio causado por el ahorcamiento de Sheppard, Wild fue procesado y ejecutado en 1725. 
Blake siempre estuvo a la sombra de la fama de Sheppard. Sin embargo, su ataque inspiró la balada de John Gay "Newgate's Garland", también llamada "Blueskin's Ballad", que aparece en la obra de John Thurmond "Harlequin Sheppard". Blake suele figurar en las semblanzas de Sheppard, aunque hay muy poca exactitud histórica al respecto.